# لی جون هیوک (بازیگر، زاده ۱۹۷۲)
لی جون-هیوک (کره‌ای: 이준혁؛ زادهٔ ۱۹ مارس ۱۹۷۲) بازیگر اهل کره جنوبی است. او به خاطر ایفای نقش در مجموعهٔ تلویزیونی محبوب عشق در مهتاب (۲۰۱۶) شناخته می‌شود و به خاطر آن برندهٔ جایزه بهترین بازیگر نقش مکمل مرد در جوایز درامای کی‌بی‌اس شد.

## فیلم‌شناسی
- گزیدهٔ فیلم‌شناسی

### مجموعه‌های تلویزیونی
- شش اژدهای پرنده (اس‌بی‌اس، ۲۰۱۵)[۴]
- عشق در مهتاب (کی‌بی‌اس۲، ۲۰۱۶)
- شورشی: دزدی که از مردم می‌دزدد (ام‌بی‌سی، ۲۰۱۷)
- نوازش قلبت (تی‌وی‌ان، ۲۰۱۹)
- کلاس ایته‌‌وون (جی‌تی‌بی‌سی، ۲۰۲۰)
- هم‌اتاقی من یک گومیهو است (تی‌وی‌ان، ۲۰۲۱)[۵]
- شادی (مجموعه تلویزیونی) (تی‌وی‌ان، ۲۰۲۱)[۶]
- دریای خاموش (نتفلیکس، ۲۰۲۱)